# Cynegils
Cynegils (též Kynegils, Cinegils, Cinegels, Cinigels, Cynegisl, Cynigislo; † asi 642/643) byl anglosaský král Wessexu z rodu Cerdikovců.
Vládl mezi lety 611–642/643. Dobře známá království tzv. Heptarchie se za Cynegilsova života z mozaiky menších království ještě nevytvořila. Pozdější království Wessex se soustřeďovalo v současných hrabstvích Hampshire, Dorset, Somerset a Wiltshire. Podle Anglosaské kroniky se ale Cynegilsovo království rozkládalo na horním toku řeky Temže a zasahovalo do severních částí hrabství Wiltshire a Somerset, do jižní části současného hrabství Gloucestershire, hrabství Oxfordshire a západní části hrabství Berkshire se současným městečkem Dorchester-on-Thames jako jedním z hlavních královských sídel. Tato oblast, pravděpodobně spojená s raným kmenovým uskupením zvaným Gewisové, ležela na hranicích pozdějších království Wessex a Mercie.
Za Cynegilsovy vlády, ačkoliv byl sám původně pohan, započala postupná christianizace pozdějšího království Wessex. Jeho vláda představuje přelomové období přechodu od družin válečníků ke sjednocenému království. Po Cynegilsovi nastoupil na trůn jeho syn Cenwalh.

## Genealogie
Zdá se, že se Cynegils stál králem po smrti krále Ceolwulfa, asi roku 611. Jeho příbuzenský vztah ke Ceolwulfovi je nejistý. Cynegils je v anglosaských pramenech střídavě líčen jako syn Ceolwulfa, jako syn Ceolwulfova bratra Ceola,  jako syn Ceola syna Cuthy, jako syn Cuthwina syna Ceawlina a jako syn Cuthwulfa syna Cuthwina. Několik pramenů připisuje Cynegilsovi bratra jménem Ceolwald, který je líčen jako dědeček krále Ina. Ačkoliv Anglosaská kronika a Západosaský genealogický královský seznam vykreslují Západní Sasy jako spravované jediným králem, je pravděpodobné, že úřad krále byl sdílen dvěma nebo více králi.
Anglosaská kronika k roku 611 uvádí: „Toho roku Cynegils se dostal k vládě ve Wessexu, a držel ji po jednatřicet zim. Cynegils byl synem Ceola, Ceol synem Cuthy, Cutha synem Cynrika“. V rozporu s touto jednoduchou zprávou uvádí zápis k roku 614, že „Toho roku Cynegils a Cwichelm bojovali u Beandunu a zabili dva tisíce čtyřicet šest Velšanů“. Pro Západní Sasy to bylo výrazné vítězství. Podobně píše Beda Ctihodný, že nezdařený pokus zavraždit northumbrijského krále Edwina v roce 626 nařídil Cwichelm, král Západních Sasů. Zda je však král Cwichelm z roku 614 stejná osoba jako stejnojmenný král z druhé poloviny 20. let 7. století a zda tato osoba je totožná s tím Cwichelmem, který byl pokřtěn a zemřel asi roku 636, je předmětem sporu. Někteří historici předpokládají, že Cwichelm byl synem Cynegilse.

## Vláda

Osídlení Británie kolem roku 600

Archeologické nálezy z období kolem roku 600 svědčí o existenci významného království v této době. Tyto nálezy dokládají kontakty s královstvím Kent, franskou říší a dokonce až s Byzancí. Kolem roku 617 došlo k válce proti království Essex, v níž tři králové Essexu, bratři Sexred a Sæward a ještě jeden další král, padli.
V polovině své vlády utrpěl král Cynegils několik nezdarů. Když jeho syn Cwichelm poslal vraha, aby zavraždil northumbrijského krále Edwina, který vyhnal do exilu prince Oswalda, pozdějšího svatořečeného krále Northumbrie, zaútočil Edwin v odvetě na Wessex, zabil pět králů Wessexu a nespočet jeho bojovníků padlo. Northumbrijský útok tak tehdy výrazně oslabil západosaskou armádu.
V roce 628 bojovali Cynegils a Cwichelm s mercijským králem Pendou u Cirencesteru. Dalo by se očekávat, že Anglosaská kronika by měla hlásit vítězství, což však není tento případ, takže Penda byl zřejmě vítězem, neboť došlo k „dohodě“. „Dohoda" zřejmě spočívala ve vydání města Cirencesteru Pendovi. Takže to pro Cynegilse a jeho syna Cwichelma byla porážka a trvalá ztráta Cirencesteru. Součástí této smlouvy byla také zřejmě dohoda o manželství Cynegilsova syna Cenwalha s Pendovou sestrou. Mercijská hegemonie nad regionem Cirencester v království Hwicce, kde žili Anglové stejně jako Sasové, se zdá být jedním z důvodů pro expanzi Gewisů orientovanou na jih, která od té doby probíhala. V každém případě bitva u Cirencesteru byla začátkem soupeření mezi Wessexem a Mercií, které trvalo až do 9. století.
V té době se zdají být Cynegils a Cwichelm poddanými northumbrijského krále Edwina, platícími obrovskou daň sto tisíc popluží, pokud je správné pojetí Nicka Highama původu seznamu Tribal Hidage.
Wessexský král Cynegils a northumbrijský král Oswald měli společné nepřátele v králi Mercie Pendovi a ve starém královském rodu království Deira, ke kterému patřil později svatořečený král Edwin. V roce 635 uzavřeli alianci, která byla upevněna Oswaldovým sňatkem s Cynegilsovou dcerou. Alianci pravděpodobně dominoval Oswald.
Cwichelm, který vládl buď jako Cynegilsův spolukrál, nebo jako jeho vazalský král, zemřel roku 636. Zdá se, že od té doby vládl král Cynegils Wessexu samostatně až do své smrti v roce 643.

## Křest
V roce 634 poslal papež Honorius I. do Anglie biskupa Birina. Když Birinus dorazil na území Gewisů (Wessex), nalezl téměř zcela pohanskou zemi. Birinus se usadil v Dorchesteru, který dostal spolu s několika kostely od Cynegilse, aby obracel pohany na křesťanskou víru, a oba králové, Cynegils i Cwichelm, měli být pokřtěni asi roku 635 nebo 636, přičemž northumbrijský král Oswald měl být jejich kmotrem. Za Cynegilsova panování tak začíná postupná christianizace Wessexu. Nezdá se, že by tato misijní činnost vycházela od Oswalda, a to i přesto, že se Oswald podílel na založení první západosaského biskupství v Dorchesteru. Oblast kolem Dorchesteru, malého města římského původu, je považována za jádro území Gewisů. Cynegils poskytl biskupství privilegia a obdařil je pozemky v Cyltancumbe (Chilcomb v současném hrabství Hampshire). Jiný západosaský král jménem Cuthred, který zemřel asi roku 661, snad Cwilhelmův syn, se objevuje ve stejné době. Král Oswald se tehdy oženil s Cynegilsovou dcerou a Cynegilsův křest měl být patrně podmínkou tohoto sňatku. Jméno Cynegilsovy dcery rané prameny nezaznamenávají, ale benediktinský mnich a hagiograf Reginald z Durhamu († asi 1190) ji nazývá Kyneburga (Cyneburg). Birinova misie ale měla, zdá se, jen malý dlouhodobý efekt, neboť Cynegilsovi nástupci byli buď pohané, nebo ke křesťanství konvertovali až během své vlády. Kupříkladu podle Anglosaské kroniky nebyl ani Cynegilsův syn Cenwalh pokřtěn až do roku 646, kdy byl vyhnán ze svého království mercijským králem Pendou.

## Smrt

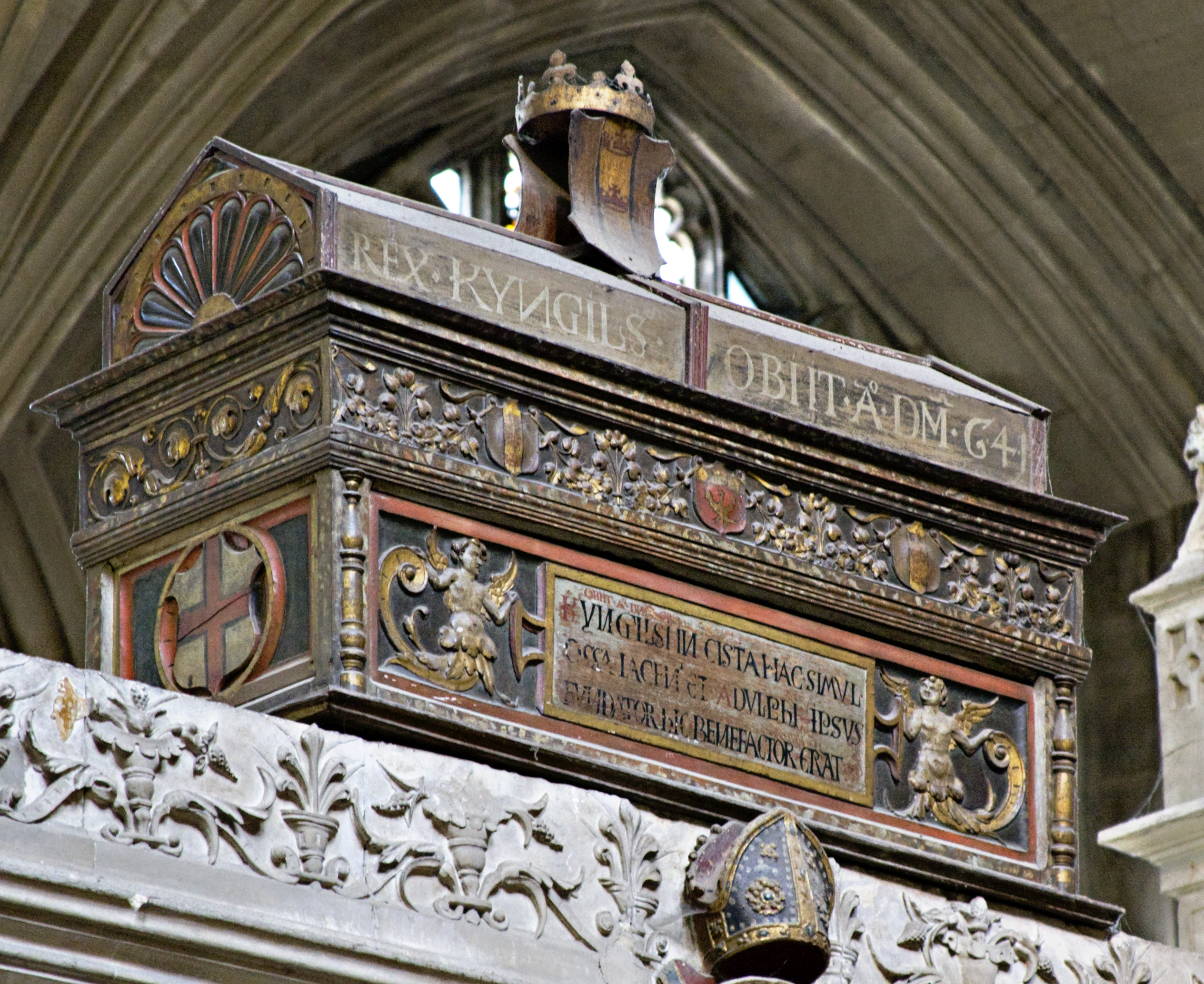
Zádušní truhlice ve winchesterské katedrále mající obsahovat Cynegilsovy kosti

Datum Cynegilsovy smrti není známo s jistotou. Beda Ctihodný pouze uvádí, že po králi Cynegilsovi následoval jeho syn Cenwalh. Odlišné verze Anglosaské kroniky udávají rok 641 (rukopisy B, C a E) nebo rok 643 (rukopisy A, G) jako rok Cenwalhova nástupu na trůn. Mnoho historiků vychází ze závěrů současného britského historika Davida Dumvilla z roku 1985, které předpokládají, že obě tyto varianty představují odchylky písařů od roku 642, který by byl v souladu s udávanou délkou vlády 31 let.
Cynegils byl pohřben pravděpodobně v Dorchesteru. V roce 660 byly jeho údajné ostatky převezeny do Winchesteru spolu s přenesením sídla biskupa.

## Potomci
Vedle Cenwalha a dcery, která se vdala za krále Oswalda, měl mít Cynegils syna jménem Cwichelm, který mohl, ale nemusel být stejnou osobou jako král Cwichelm spojovaný s Cynegilsem. Král Centwine byl prý též Cynegilsovým synem, ale existuje pádný důkaz, že toto tvrzení je až pozdějším výmyslem.